# Xerces-Bläuling

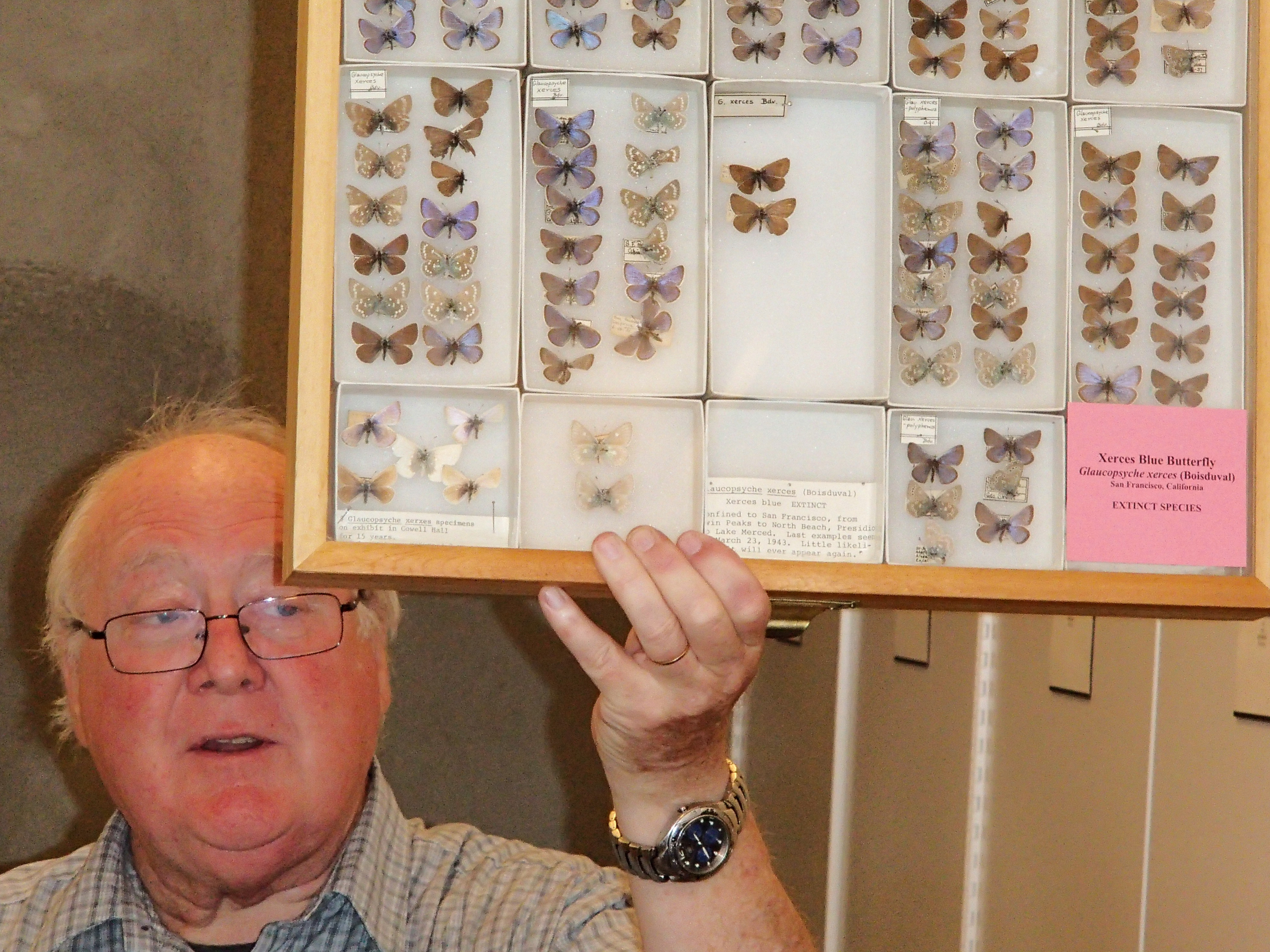
Exemplare in der Sammlung der California Academy of Sciences

Der Xerces-Bläuling (Glaucopsyche xerces) ist eine ausgestorbene Schmetterlingsart aus der Familie der Bläulinge (Lycaenidae). Er war in den küstennahen Sanddünen des Sunset District auf der San Francisco Peninsula endemisch, auf einem Landstrich, der heute Teil der Golden Gate National Recreation Area ist. Er wurde erstmals 1852 unter dem Namen Lycaena xerces beschrieben und dokumentiert. Das Artepitheton leitet sich von der französischen Schreibweise von Xerxes ab, dem griechischen Namen der persischen Könige Xerxes I. und Xerxes II. aus dem fünften Jahrhundert vor Christus. Bei manchen Autoren gilt er als Unterart von Glaucopsyche lygdamus.

## Merkmale
Die Flügelspannweite der Imago betrug 29 bis 36 mm. Es gab mehrere Farbvarianten, wobei die Männchen an der Oberseite der Flügel gewöhnlich blauviolett mit einem weißlichen oder silbrigen Schimmer waren und die Weibchen braun mit einem bläulichen Anflug. Die Unterseite der Flügel reichte von hellgrau mit schwarz gepunkteten, weißen Augenflecken bis dunkelgrau mit weißen Flecken.
Bei den Raupen war die Färbung meist hellgrün mit einer dunkleren Linie auf dem Rücken, deutlichen gelben Schrägstrichen an den Seiten und einer hellen Linie entlang jeder Seite.

## Verbreitung und Lebensraum
Der Xerces-Bläuling bewohnte feste Sanddünen mit niedriger Vegetation, xerophytisches Grasland und Ödland. Bekannte Fundorte waren der Lawn Mountain Cemetery, die Presidio Military Base (westlich des Naval Hospital und nördlich des Lobos Creek), mehrere Standorte im Sunset District (einschließlich der westlichen Hänge der Twin Peaks) und das Gebiet um den Lake Merced. Ab 1919 war der Lebensraum der Art bereits auf wenige Lokalitäten beschränkt.

## Lebensweise
Die Flugzeit erstreckte sich von März bis April. Es wurde eine Generation gebildet. Die Hauptnahrung der Bläulinge bestand aus der Hornkleeart Acmispon glaber und der  Lupinenart Lupinus arboreus. Der Verlust des Hornklees, von dem sich der Falter im Larvenstadium ernährte, wird als ein Grund für das Aussterben der Art angesehen. Die Pflanze konnte in den gestörten Böden infolge der menschlichen Entwicklung nicht überleben und stand dem Xerces-Bläuling nicht mehr zur Verfügung. Die Lupine, die andere vegetative Nahrungsquelle des Xerces-Bläulings, war für die Raupen nicht geeignet.

## Aussterben
Bereits 1875 schrieb der Entomologe Hans Hermann Behr in einem Brief an seinen Kollegen Herman Strecker

„L. Xerces ist jetzt in der Umgebung von San Francisco ausgestorben. Der Ort, an dem sie früher zu finden war, ist in Bauland umgewandelt worden, und zwischen deutschen Hühnern und irischen Schweinen kann kein Insekt außer der Laus und dem Floh existieren.“

Der Xerces-Bläuling starb durch Lebensraumverlust infolge der Urbanisierung aus. Die letzten Sichtungen werden für 1941 oder 1943 genannt.
Konservierte Exemplare befinden sich in der California Academy of Sciences, dem Bohart Museum of Entomology, dem Field Museum of Natural History, dem Florida Museum of Natural History, dem Harvard Museum of Natural History und in anderen alten Sammlungen der Vereinigten Staaten.
1971 gründete der Lepidopterologe Robert M. Pyle die Xerces Society und benannte sie nach dem Xerces-Bläuling. Ziel dieser Naturschutzorganisation ist es, andere Schmetterlinge und Wirbellose vor der Ausrottung zu bewahren.

## Trivia
Die Programmbibliothek Xerces zum Parsen, Modifizieren und Generieren von XML wurde nach dem Xerces-Bläuling benannt. Am Earth Day 2023 wurde im Golden Gate Park in San Francisco eine Gedenkstatue für den Xerces-Bläuling eingeweiht.